# 山亭区
山亭区，简称“郳”，古称合城、合乡，别称翼云。是中国山东省枣庄市市辖区，地处山东省南部，枣庄市东北部。山亭区是国家可持续发展实验区、国家森林城市、国家重点生态功能区。山亭区抱犊崮是铁道游击队、临城劫车案的发生地。世界颜氏、倪氏的发源地，伏羲、左丘明和墨子的故里。同时山亭是沂蒙革命老区，山东省第一个红色县级政权，山东省第一所军政大学所在地。
山亭被誉为“能源城、航空城、生态谷”，是淮海地区最重要的新能源基地，境内有山东省装机规模第一的光伏电站、还具备了抽水蓄能电站、风力电站、空气压缩电站、1000Kv特高压等。还是沂蒙山区的关口，境内四条高速纵横，拥有枣庄翼云机场。區人政府駐地山城街道。

## 行政区划
山亭区下辖1个街道办事处、9个镇：
山城街道、店子镇、西集镇、桑村镇、北庄镇、城头镇、徐庄镇、水泉镇、冯卯镇和凫城镇。
另辖1个开发区：山亭经济开发区。区人政府驻地山城街道。

## 历史沿革
山亭是山东省枣庄市的市辖县级区，历史悠久，钟灵毓秀，自古以来就是文明礼仪之邦，历史文化源远流长。早在7300年前的新石器时代，这里就有人类繁衍生息。山城街道东江遗址、西集建新遗址等地曾发现多处大汶口文化、龙山文化遗址。
西周时期，山亭区属倪国。邾武公夷父颜有功于周王朝，周王封他的庶子友来 ，在商代子姓方国（诸侯国）的废墟上立国，国号仍叫倪国，友的子孙三代一直居城为国君。到友的曾孙犁来第四代国君时，始东迁四十周里建城立国（都城在今枣庄市山亭区东江村东江遗址），城初名犁来城、倪犁城，其后也被呼为倪城，又称倪国。山亭区东江村仍保留有倪城遗址。
春秋至战国时期，山亭区全境属小邾国。倪犁来始得周王之命晋封“子”爵。倪犁来晋爵后，倪犁来更改国号，把倪国更名为小邾国。自友到犁来，四代国君才始称小邾子，倪犁来城也开始俗称为小邾城，地处齐、鲁、宋、楚等大国之间的一个诸侯国。小邾（倪）国鼎盛时期的疆域大体范围为山亭区全部，东达苍山县西部，北达平邑县、费县南缘，西达滕县中部，南达峄城区，南北长约55公里，东西宽约45公里，总面积约2475平方公里。
楚宣王在位时（公元前369——前340年）灭小邾国，掠走了“二邾”的遗民南迁邾城，现山亭区全境属楚。
秦汉时期，合乡县（今山东山亭），古代县名，又称“互乡”。最早为春秋小邾国城邑。 秦、汉之际始设为县。秦制“十里一亭，以山名亭，山水亭台”，划分合乡县山亭，山亭之名沿袭至今。三国魏改合城县。西晋复名合乡县。
西晋惠帝元康元年（公元291年），将原属东海郡的兰陵、氶、戚、合乡（山亭）、昌虑析置兰陵郡，山亭区全境属兰陵郡。
隋唐两代，公元621年（唐武德四年），山亭属沂州琅琊郡合乡县。因山川形异，薛河源地。翼云吐雾，青屏壮阔。王勃、李白等诗人都在这里生活、游览过。《山亭兴序》“仁者乐山，智者乐水，即云深山大泽，龙蛇为得性之场；广汉巨川，珠贝是有殊之地。”唐开
元二十四年,李白客寓任城,书有《任城县厅壁记》其中“鲁境七百里，郡有十一县，任城其冲要。东盘琅邪，西控巨野，北走厥国，南驰互乡（合乡县）。”
元代（1271年—1368年），山亭区全境属山东西路。
明清时期，山亭属兖州府，属兖沂曹济道，并为道治所。兖州府领济宁、东平、曹、沂四州二十三县（滋阳、曲阜、合乡、邹、泗水、滕、峄、汶上、阳谷、寿张等县），明代万历二十四年《兖州府志》载有地图、文字，即当今山东省枣庄市山亭区东江村东江遗址。后废互乡县（合乡），北改属滕县，南改属峄县。
中华民国（1912年—1949年）
滕东县时期，1939年8月，根据山东分局批示，津浦路以东、抱犊崮以西大片地区建立滕东县（今山亭）委，县委书记由原滕县县委书记王丹墀担任，组织部长李子成，宣传部长朱绍庭，武装部长朱慕唐。隶属鲁南三地委领导，机关驻山亭区驳山头村。1941年2月撤销。滕东县委的成立，有效地组织和发动群众进行抗日救亡运动。
峄县抗日民主政府时期，1939年11月20、21日，在八路军115师及鲁南三地委的领导下，鲁南地区第一个抗日民主政府——峄县抗日民主政府成立大会，在现在的枣庄市山亭区凫城乡王家湾村。180人参加代表大会，民主产生了峄县抗日民主政府，115师民运部长潘振武任县长。115师政委罗荣桓、鲁南三地委书记宋子成到会并讲话，不久县政府迁到现在的山亭区北庄镇南泉村。
双山县、 麓水县时期，1943年8月，鲁南区党委确定费滕边实验县和边西县合并建立费滕峄中心县委，集中有效力量开展与敌九十二军和地方土顽的斗争。1944年4月，区党委及军区为集中力量主动抗击敌顽，开辟新区工作，决定将费滕峄中心县委改为双山县委，县委机关驻枣庄市山亭区徐庄镇核桃峪村。1946年4月，双山县改名麓水县，属尼山专区。
中华人民共和国(1949-)
白彦县时期,1950年5月撤销麓水县，其辖区并入白彦县,办公地点在今山亭区山城街道石龙口村附近。1961年9月12日枣庄建制为地级省直辖市，辖齐村、台儿庄、峄城、薛城4个区及枣庄镇，齐村区驻地齐村镇。山亭境内乡镇街（道）属齐村区（至今位于枣庄市中区原齐村区的资产归山亭区所有）。
1983年11月，经山东省人民政府批准，并报国务院备案。按照原县城旧址区域，将14处公社合并组成山亭区，齐村区政府机关迁至山亭区山城街道，为枣庄市市辖县级区。

## 人口
2022年末2023年初户籍人口52.39万人。其中，0-17岁人口占总人口的24.3%，18-34岁人口占21.3%，35-59岁占34.3%，60岁及以上占20.0%。常住人口39.98万人。
截至2021年末，山亭區公安户籍人口53.24萬人，其中，鄉村人口39.99萬人，城鎮人口13.25萬人。
根據第七次全国人口普查，截止2020年11月1日，全区常住人口为40.67万人。

## 地理
山亭区地处枣庄市东北部，北纬34°54′00″至35°19′20″和东经117°14′00″至117°44′20″之间。东邻兰陵县、费县、平邑县。南与市中区、薛城区毗邻，西邻滕州市，北与邹城市接壤。东西最宽处39千米，东南西北斜长47.5千米，总面积1019平方千米。属于温带季风型大陆性气候，但受海洋一定程度的调节和影响。具有气候适宜、四季分明、雨量充沛、气温较高、光照充足、无霜期长等特点。雨量充沛，70%集中在6—9月份，其他月份年降水量约为总量的30%。年平均相对湿度66%，最高月相对湿度80%（7月、8月），最低月相对湿度58%（2月、3月）。暴雨次数少，强度不大，时间集中，受地形影响大，一般很少发生。雷击天气发生较少，有则多发生在6—9月份，7—8月份为重点月份。

## 旅游资源

#### 抱犊崮国家森林公园
位于山亭区东南部，内有巢云竹林、桃源仙境、君山望海、凤落古崖四个景区。2004年被评为首批全国农业旅游示范点。

#### 熊耳山国家地质公园
位于山亭区东南部北庄镇境内，海拔509米。以熊耳山为主体，集双龙大裂谷、溶洞群、龙抓崖等自然奇观为一体。2001年12月被国家批准为国家地质公园。

#### 东江遗址
位于枣庄市山亭区山城街道办事处东江村。遗址成不规则形，东西约900米，南北约500米，总面积约45万平方米。遗址分为东、西两个台地

#### 王家湾峄县抗日民主政府成立地旧址
位于山亭区凫城乡王家湾村。2015年6月，峄县抗日民主政府成立地旧址被确定为省级文物保护单位。